# “龙山”石刻
“龙山”石刻，位于中国广东省云浮市新兴县集成镇洞心村，为新兴县的一个县级文物保护单位，类型为石窟寺及石刻，公布时间为1987年12月。
“龙山”石刻的历史年代为清代。